# Jakob Frint
Jakob Frint (ur. 4 grudnia 1766 w Česká Kamenice, zm. 11 października 1834) – austriacki duchowny rzymskokatolicki, w latach 1827–1834 biskup Sankt Pölten.

## Życiorys
Urodził się  4 grudnia 1766 w Česká Kamenice. Na kapłana został wyświęcony w sierpniu 1795. 2 stycznia 1827 wybrany biskupem Sankt Pölten, papież kanonicznie zatwierdził ten wybór 9 kwietnia tego samego roku. Sakrę otrzymał 4 czerwca 1827. Zmarł 11 października 1834.